# Sommer-Paralympics 2012/Teilnehmer (Nigeria)
| stlisierte Goldmedaille | stlisierte Silbermedaille | stlisierte Bronzemedaille |
| ----------------------- | ------------------------- | ------------------------- |
| 6                       | 5                         | 2                         |

Nigeria entsandte zu den Paralympischen Sommerspielen 2012 in London 29 Sportler –  12 Frauen und 17 Männer.

## Teilnehmer nach Sportart

### Leichtathletik
Frauen:
- Eucharia Iyiazi
- Patricia Ndidi Amaka Nnaji
- Grace Nwaozuzu
- Unyime Uwak

Männer:
- Saidi Adedeji
- Suwaibidu Galadima
- Frank Johnwill
- Olusegun Francis Rotawo
- Bashiru Yunusa

### Powerlifting (Bankdrücken)
Frauen:
- Grace Anozie
- Lucy Ejike
- Victoria Nneji
- Ivory Nwokorie
- Loveline Obiji
- Folashade Oluwafemiayo
- Joy Onaolapo
- Esther Oyema

Männer:
- Yakubu Adesokan
- Obioma Aligekwe
- Abdulazeez Ibrahim
- Opeyemi Jegede
- Ifeanyi Nnajiofor
- Ikechukwu Obichukwu
- Tolu-Lope Taiwo
- Anthony Ulonnam

### Rollstuhltennis
Männer:
- Alex Adewale
- Wasiu Yusuf

### Tischtennis
Männer:
- Tunde Adisa
- Egbinola Oluade